# Nyctimystes fluviatilis
Espèce
Synonymes
- Litoria fluviatilis (Zweifel, 1958)

Statut de conservation UICN

 DD  : Données insuffisantes
Nyctimystes fluviatilis est une espèce d'amphibiens de la famille des Pelodryadidae.

## Répartition
Cette espèce est endémique de Nouvelle-Guinée. Elle se rencontre en Indonésie et en Papouasie-Nouvelle-Guinée,.

## Description
La femelle holotype mesure 50,3 mm.

## Publication originale
- Zweifel, 1958 : Frogs of the Papuan hylid genus Nyctimystes. American Museum novitates, vol. 1896, p. 1-51 (texte intégral).